# 半岗镇
半岗镇，是中华人民共和国安徽省阜阳市颍上县下辖的一个乡镇级行政单位。

## 行政区划
半岗镇下辖以下地区：
岗店社区、徐郢村、凉亭村、前李村、黄连沟村、侯郢村、蔡庙村、强郢村、余庄村、孔台村、庙台村和戴家湖村。